# Gregorio Paparoni
Gregorio Paparoni (... – 1099) è stato un cardinale e abate italiano.

## Biografia
Gregorio Paparoni fu un monaco benedettino e fu abate di Subiaco dal 1046. Successivamente nel 1088 papa Urbano II nel suo concistoro lo fece cardinale diacono di Santa Maria in Trastevere.
Morì nel 1099 e gli succedette Giovanni, (1099 - circa 1106). Un ramo della famiglia Paparoni successivamente diventò famiglia Papi (famiglia).